# بياتريس بارث
بياتريس بارث (بالإنجليزية: Beatrice Mary Barth)‏ هي موسيقية ومُدرسة نيوزيلندية، ولدت في 11 مايو 1877، وتوفيت في 14 يناير 1966.